# آتسباخ
آتسباخ (به آلمانی: Atzbach) یک منطقهٔ مسکونی در اتریش است که در ناحیه وکلابروک واقع شده‌است. آتسباخ ۱۴ کیلومتر مربع مساحت دارد ۴۶۴ متر بالاتر از سطح دریا واقع شده‌است.